# Frederick Toms
Frederick Percy Toms (Barrie, 15 aprile 1885 – Newmarket, 26 giugno 1965) è stato un canottiere canadese.
Ha vinto la medaglia di bronzo olimpica nel canottaggio alle Olimpiadi 1908 tenutesi a Londra, nella gara di Due senza maschile con Norway Jackes.